# 十西村 (章丘市)
十西村，中华人民共和国山东省济南市章丘市高官寨镇所辖的一个行政村。全行政村人口169户、621人（2005年）。耕地面积741亩（2005年）。行政区划代码370181114248。